# فرانسيس موسمان
فرانسيس أنثوني موسمان (14 أبريل 1981 - 14 أغسطس 2021) كان ممثلًا نيوزيلنديًا مقيمًا في أستراليا. اشتهر بدور ستيفي هيوز في مسلسل الأفق وبدور فيتوس في مسلسل سبارتاكوس: الانتقام . 

## السيرة الذاتية
ولد فرانسيس موسمان في تاريخ 14 أبريل 1988، في أوكلاند، نيوزيلندا، والده هو ريجينالد موسمان ووالظته هي ماريا أباد. كان لديه شقيقان. في عام 2012، هاجر فرانسيس موسمان إلى سيدني، أستراليا.
توفي فرانسيس موسمان في تاريخ 14 أغسطس عام 2021 عن عمر ناهز 33 عامًا.  يشتبه أن الإنتحار هو سبب الوفاة.

## حياة مهنية
لعب موسمان دورا في سلسلة الأطفال النيوزيلندية أصدقاء مدهشون ومميزون اسم البرنامج في اللغة الإنجليزية: Amazing Extraordinary Friends ولعب دورا أيضا في المسلسل التلفزيوني النيوزيلندي شارع شورتلاند . كما ظهر في ثلاث حلقات من سلسلة ستارز سبارتاكوس: الانتقام.
لعب موسمان دور البطولة، ستيفي هيوز في مسلسل الأفق. أعاد تمثيل دور ستيفي في الفيلم التلفزيوني الأفق ، من إخراج ستيفان إيليوت. لعب موسمان دورا أيضًا في الفيلم الأسترالي روبن جوثري . 

## مسيرته التعليمية
التحق موسمان بجامعة أوكلاند حيث حصل على بكالوريوس الآداب في تخصص مزدوج في 'الدراما' و'السينما والتلفزيون والدراسات الإعلامية'. أكمل تعليمه الجامعي ليحصل على دبلوم عالي في الآداب (مع تقدير شرفي) و ماجستير في الآداب (مع مراتب الشرف الأولى)، في كل من «دراسات السينما والتلفزيون والإعلام». درس موسمان أيضًا تقنية ميسنر بشكل مكثف وواسع. 

## فيلموغرافيا

### التلفاز
- شورتلاند ستريت (2006) - في دور تايلور
- أصدقاء مدهشون ومميزون 2006) - في دور نايجل
- سبارتاكوس: الانتقام (في دور 2012) - فيتوس
- الأفق (2013-2017) - في دور ستيفي هيوز

### أفلام
- روبن جوثري (2015) - في دور لورنزو أويل
- فتى الخنزير (2017) (فيلم قصير) - في دور ديلان
- ديسكونكت (2020) (فيلم قصير) - في دور لوك

## روابط خارجية
- فرانسيس موسمان في قاعدة بيانات الأفلام على الإنترنت